# 圣莫里斯叙费萨尔
圣莫里斯叙费萨尔（法語：Saint-Maurice-sur-Fessard，法語發音：[sɛ̃ moʁis syʁ fɛsaʁ]）是法国卢瓦雷省的一个市镇，属于蒙塔日区。

## 地理
圣莫里斯叙费萨尔（47°59'32"N, 2°37'13"E）面积15.38 平方千米，位于法国中央-卢瓦尔河谷大区卢瓦雷省，该省份为法国中北部省份，北起埃松省，西北接厄尔-卢瓦省，西南接卢瓦-谢尔省，南至涅夫勒省和谢尔省，东临约讷省，东北接塞纳-马恩省。
与圣莫里斯叙费萨尔接壤的市镇（或旧市镇、城区）包括：维勒沃克、于亚尔河畔舍维永、穆隆、帕讷、维勒穆捷。
圣莫里斯叙费萨尔的时区为UTC+01:00、UTC+02:00（夏令时）。

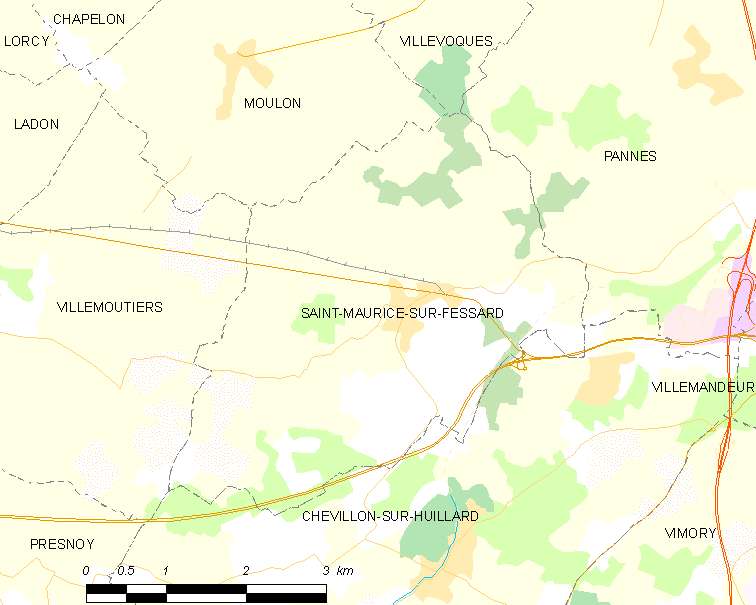
圣莫里斯叙费萨尔的OSM定位图

## 行政
圣莫里斯叙费萨尔的邮政编码为45700，INSEE市镇编码为45293。

## 政治
圣莫里斯叙费萨尔所属的省级选区为蒙塔日县。

## 人口

1962-2008年间圣莫里斯叙费萨尔人口变化图示

圣莫里斯叙费萨尔于2022年1月1日时的人口数量为1144人。